# San José de la Ordeña
San José de la Ordeña är en ort i Mexiko.   Den ligger i kommunen Aguascalientes och delstaten Aguascalientes, i den centrala delen av landet, 400 km nordväst om huvudstaden Mexico City. San José de la Ordeña ligger 2 042 meter över havet och antalet invånare är 445.
Terrängen runt San José de la Ordeña är en högslätt. Runt San José de la Ordeña är det tätbefolkat, med 459 invånare per kvadratkilometer. Närmaste större samhälle är Aguascalientes, 15,4 km sydväst om San José de la Ordeña. Trakten runt San José de la Ordeña består till största delen av jordbruksmark.